# Wallringtunnel
Der Wallringtunnel ist ein Straßentunnel in der Hamburger Altstadt im Zuge von Glockengießerwall, Steintorwall und Klosterwall als Teil des Rings 1 am Hamburger Hauptbahnhof.

## Geschichte
Erste Planungen für den Wallringtunnel reichen in die Zeit des Nationalsozialismus zurück. Nach dem Krieg sollte der Tunnel Teil eines aufwendigen Verkehrskonzeptes für den inneren Ring werden, der mehrere Tunnel und Hochbrücken an allen wichtigen Kreuzungen vorsah. Der Ausbau Hamburgs zur autogerechten Stadt führte zu hohem Verkehrsaufkommen, insbesondere weil vor dem Bau des Neuen Elbtunnels sämtlicher Verkehr aus dem Süden in den Westteil der Stadt durch die Innenstadt und hier vor allem über den Wallring geführt werden musste. So wurden 1963 rund 52.000 Fahrzeuge pro Tag auf dem östlichen Teil des Rings gezählt, dazu viele Straßenbahnen, die den Verkehr auf den querenden Radialstraßen stauten.
Der Bau von 1963 bis 1966 wurde ein halbes Jahr früher als geplant fertiggestellt, obwohl komplizierte geologische Verhältnisse und die schon früher verlegten unterirdischen Versorgungsleitungen für Probleme sorgten.
Seit Mitte der 1990er-Jahre fanden im Wallringtunnel Raves statt, bis wegen des Unglücks bei der Loveparade 2010 keine Genehmigungen mehr dafür erteilt wurden.
Anlässlich des Projektes tempolimit zum Hamburger Architektursommer 2003 wurde der Schriftzug WALLFAHRT in 70 Zentimeter hohen orangefarbenen Lettern vom Hamburger Künstler Pfelder über den Einfahrten angebracht. 2005 wurde die Installation von der Körber-Stiftung gekauft.

## Bauwerk

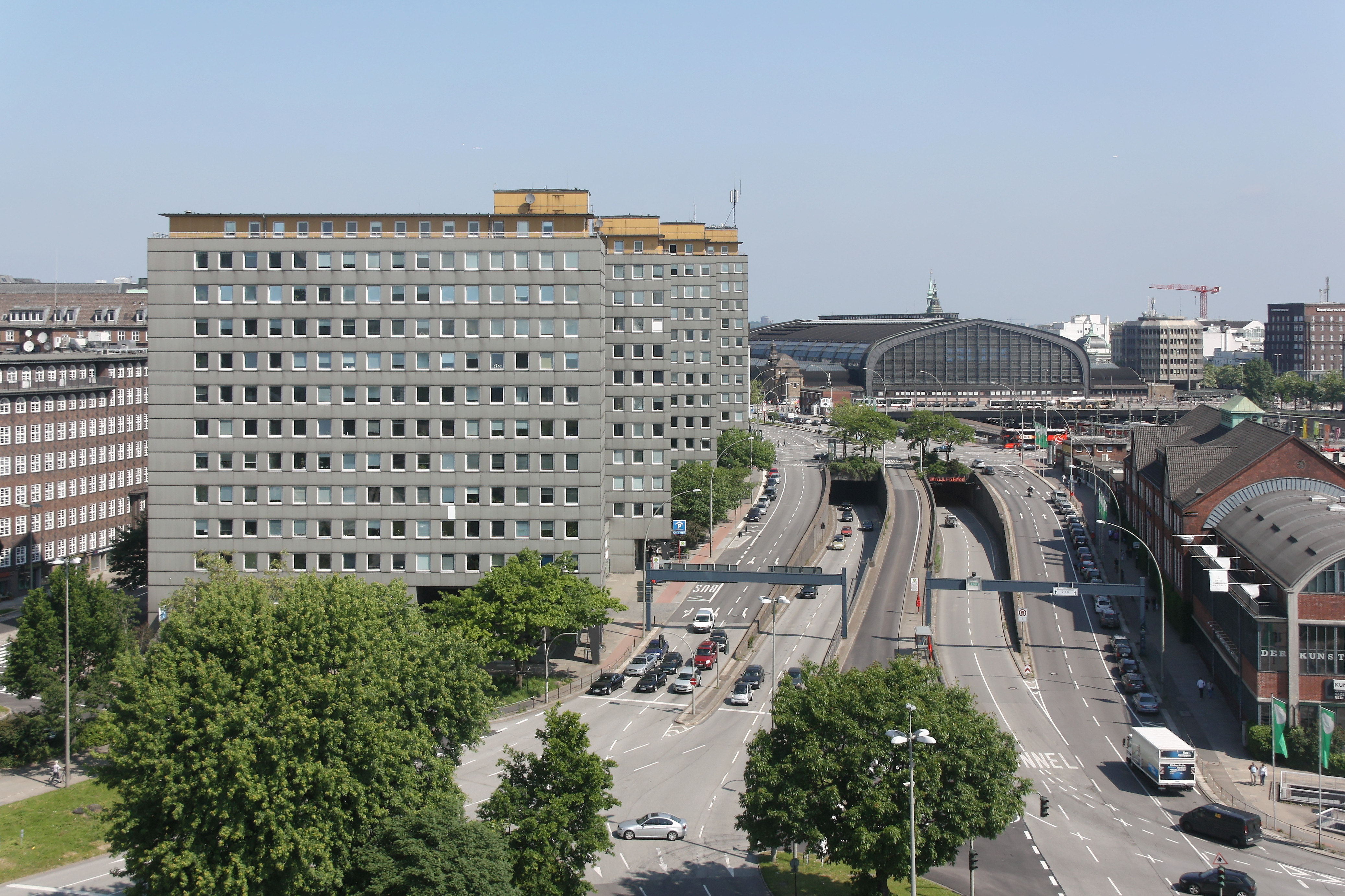
Südliche Einfahrt (vor dem Umbau 2014–2018), links die inzwischen abgerissenen City-Hof-Hochhäuser, im Hintergrund der Hauptbahnhof.

Der Wallringtunnel, dessen Bau 1963 begann, verläuft durch einen etwa zehn Meter hohen Endmoränenhügel zwischen Alster und Elbe und unterquert die Kreuzungen am Georgsplatz sowie von Spitaler-, Mönckeberg- und Steinstraße. Der Hügel ermöglichte kurze Rampen von nur 130 bzw. 140 Meter an den Einfahrten. Allerdings war es nötig, einige Gebäude abzureißen und um 200 Meter zurückversetzt wieder aufzubauen, um Platz für die Nordrampe zu schaffen.
Der Tunnel selbst ist ein nach unten offenes Rahmenbauwerk, das oberhalb des Grundwasserspiegels steht und deshalb nicht nach unten abgeschlossen werden musste. Es besteht aus zwei Tunnelröhren mit je zwei Fahrbahnen. Im Mittelbauwerk sind Versorgungsanlagen, ein Betriebsgang und ein Fluchtweg untergebracht. Am Südende wird es breiter, bietet Raum für die heute nicht mehr genutzte Betriebszentrale und diente als Rampe für die Straßenbahnlinien, die aus der Innenstadt kommend Richtung Norderelbbrücke und Rothenburgsort fuhren. Seit Einstellung der Straßenbahn wurde die Rampe als Busspur genutzt, bis sie 2015 im Zuge eines Umbaus abgerissen wurde.
Gebaut wurde in Deckel- bzw. offener Bauweise mit Hilfsbrücken, die ganze Kreuzungen zu tragen hatten. Dabei führt er direkt am Tiefbunker Steintorwall neben dem Hauptbahnhof vorbei und überquert drei U-Bahn-Tunnel, wobei er von der alten Ringlinie, heute U3, nur durch eine 22 Zentimeter dicke Stahlbetondecke getrennt ist. Die U-Bahn-Strecke Innenstadt – Berliner Tor, heute von den Linien U2 und U4 befahren, wurde zeitgleich in einer 21 Meter tiefen Baugrube am Georgsplatz mit dem Bau des Gleisvorfeldes für die Station Hauptbahnhof-Nord begonnen. Direkt oberhalb der Tunnels verlaufen zwei Fußgängertunnel, die den Hauptbahnhof mit der Spitaler- und der Mönckebergstraße verbinden.
Um die Augen der Autofahrer an die unterschiedlichen Lichtverhältnisse beim Ein- und Ausfahren aus dem Tunnel zu gewöhnen, erhielt der Wallringtunnel zu den Lichtbändern über den Fahrbahnen zusätzliche Leuchten an den Enden, die automatisch auf die Lichtverhältnisse außerhalb des Tunnels reagierten und sich entsprechend einstellten. Die Helligkeit im Tunnel wurde durch eine weiße Wandgestaltung verbessert. Da der Verkehr in jeder Röhre nur in eine Richtung fließt, gibt es in ihnen eine gleichmäßige Luftbewegung. Die in Wandnischen angebrachten Strahlventilatoren arbeiten ohne eigene Lüftungskanäle und springen nur an, wenn die Schadstoffdichte im Tunnel zu hoch ist. Zur Lärmsenkung erhielten die Decken eine schallschluckende Verkleidung.
Im September 2014 begann ein umfangreicher Umbau des Tunnels, der bis Juni 2018 andauerte. Neben Erneuerung der Technik und Einbau eines baulichen Brandschutzes wurden die Fahrbahnen komplett erneuert und mit einer durchgehenden Schlitzrinne am Fahrbahnrand versehen. Diese dient der Entwässerung und dem Abtransport brennbarer Flüssigkeiten im Falle eines Unfalls. Die Nordrampe wurde erhöht, um am Ferdinandstor zusätzliche Abbiegemöglichkeiten zum Ballindamm und zur Außenalster zu schaffen. Die Busrampe am Südausgang wurde abgebrochen, um zusätzliche Fahrspuren zu ermöglichen.